# James Howard Harris, 3. Earl of Malmesbury

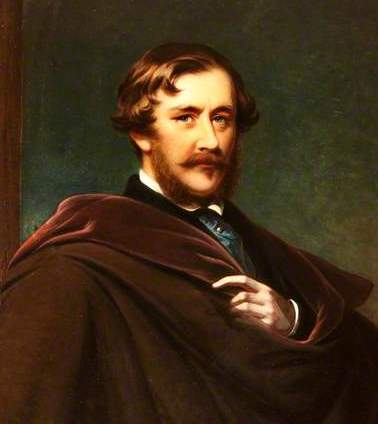
James Howard Harris, 3. Earl of Malmesbury

James Howard Harris, 3. Earl of Malmesbury (* 25. März 1807; † 17. Mai 1889) war ein britischer Staatsmann.

## Leben
Malmesbury folgte 1841 seinem Vater als Earl of Malmesbury, nachdem er vorher für Wilton (Wiltshire) Mitglied des britischen Unterhauses gewesen war. Um diese Zeit schloss er ein Freundschaftsbündnis mit dem in England im Exil lebenden Prinzen Ludwig Napoleon.
In der literarischen Welt machte er sich durch die Herausgabe der Denkwürdigkeiten seines Großvaters, des ersten Earls, bekannt.
Ein Anhänger der Protektionistenpartei und eifriger Tory, wurde er von Lord Derby bei Bildung seines Kabinetts im Februar 1852 zum Staatssekretär für das Auswärtige ernannt und beeilte sich in dieser Eigenschaft, vor allen anderen Großmächten Napoléon III. als Kaiser von Frankreich anzuerkennen. Doch musste er schon im Dezember des Jahres bei Bildung des Ministeriums Aberdeen zurücktreten. Im Toryministerium vom Februar 1858 bis Juni 1859 wurde er abermals Minister des Äußeren und trug durch seine Parteinahme für Österreich viel zum Sieg der Liberalen bei den Neuwahlen bei. Als daher die Tories 1866 wieder an die Regierung kamen, erhielt er nur das weniger bedeutende Amt des Lord Privy Seal, das er auch in dem Ministerium Disraeli vom Februar 1874 bis August 1876 bekleidete.

## Werke
- Memoirs of an Ex-Minister. An Autobiography. 2 Bände. Longmans, Green & Co., London 1884.